# Miroslav Kameník
Miroslav Kameník (* 1928) byl československý hokejový útočník.

## Hráčská kariéra
Reprezentoval Československo 27. listopadu 1955 v utkání s Německem. Na klubové úrovni hrál za tým Spartak Praha Sokolovo, se kterým získal v letech 1953 a 1954 mistrovské tituly.